# Railway Cutting Cemetery
Le  Railway Cutting Cemetery est un cimetière militaire de la Première Guerre mondiale, situé sur le territoire de la commune de Courcelles-le-Comte, dans le département du Pas-de-Calais, au sud d'Arras.

## Localisation
Ce cimetière est situé au sud-est de la commune, le long de la  ligne de chemin de fer de Paris-Nord à Lille, à environ 3 km du village. Pour y accéder, il faut  se rendre à Gomiécourt emprunter le D9, puis aussitôt passé sous le pont de la ligne de chemin de fer, prendre un sentier gazonné qui longe la voie sur environ 300m.

## Histoire

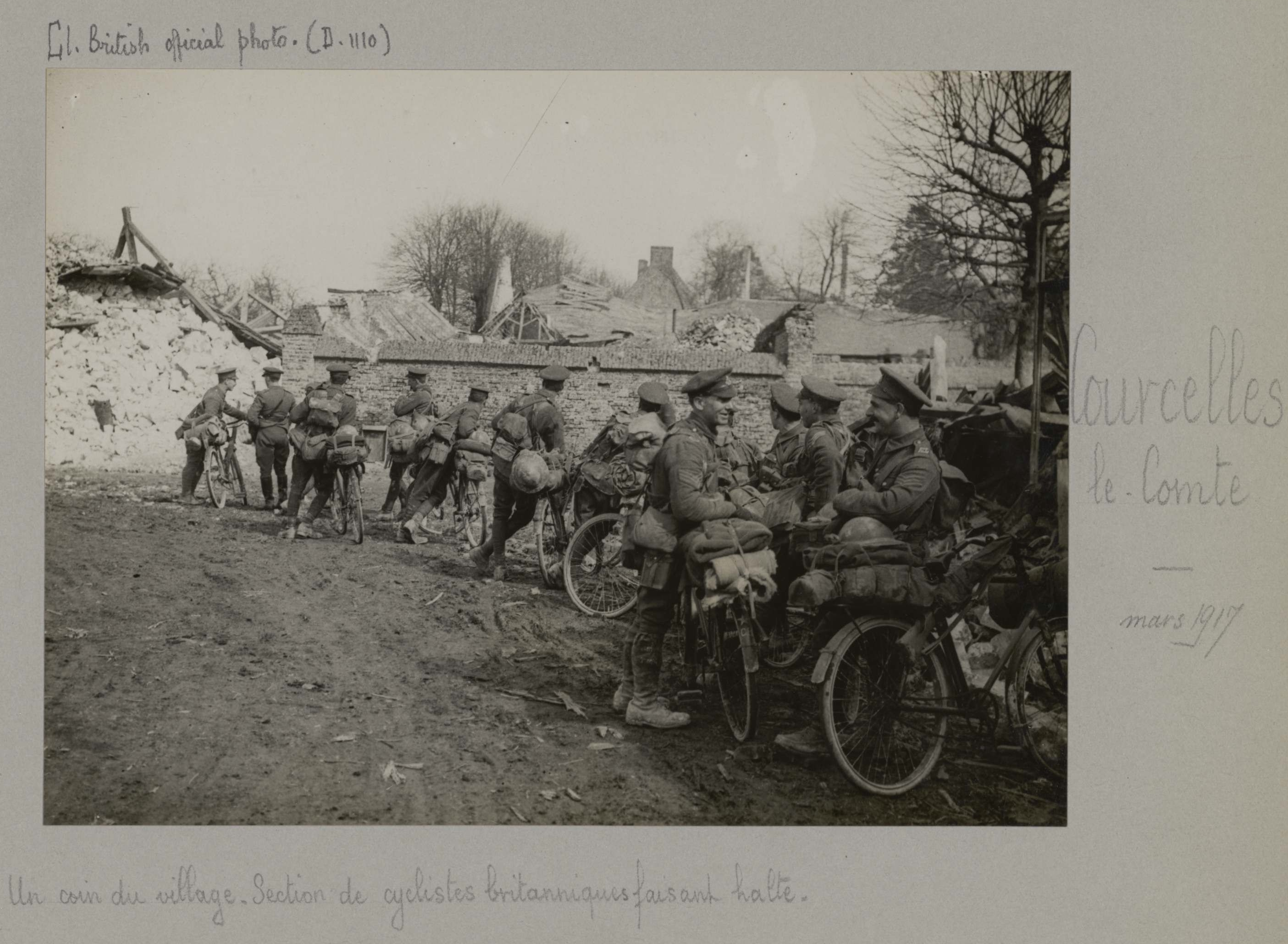
Section cycliste britannique dans les ruines du village en mars 1917.

Aux mains des Allemands dès fin août 1914, le village restera loin des combats jusqu'en mars 1917, date à laquelle les Allemands  évacueront tous les habitants et détruiront  les habitations pour transformer la zone en un no man’s land à la suite de leur retrait sur la ligne Hindenburg.
Les ruines de Courcelles-le-Comte sont occupées par les troupes britanniques en mars 1917 après le retrait des Allemands sur la Ligne Hindenburg. Le village est perdu en mars 1918 lors de l'Offensive du Printemps de l'armée allemande et sera repris définitivement  par la 3e division le 21 août 1918 lors de la percée de la Ligne Hindenburg .
Ce cimetière de la voie ferrée est créé aussitôt pour inhumer les victimes des combats. Tous les soldats inhumés ici qui faisaient partie des 2e,3e, 37e et 63e divisions qui sont tombés fin août  1918.
Le cimetière comporte 108 sépultures britanniques dont 16  ne sont pas identifiées
.

## Caractéristiques
Ce cimetière a un plan rectangulaire très allongé de 60 m sur 8 sur deux niveaux.
Il est entouré d'un muret de moellons .

## Sépultures
| Pays        | Sépultures |
| ----------- | ---------- |
| Royaume-Uni | 108        |

## Galerie

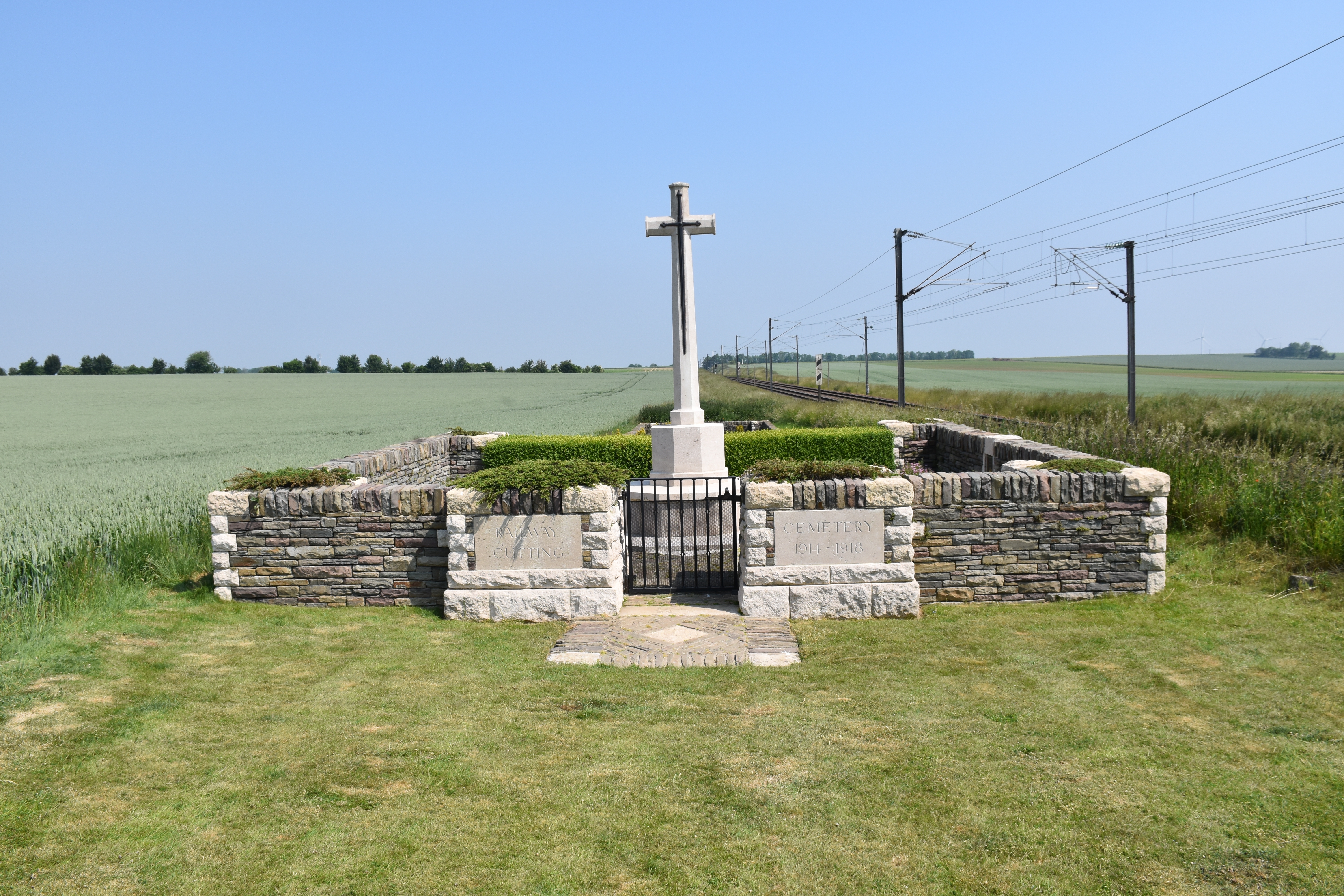
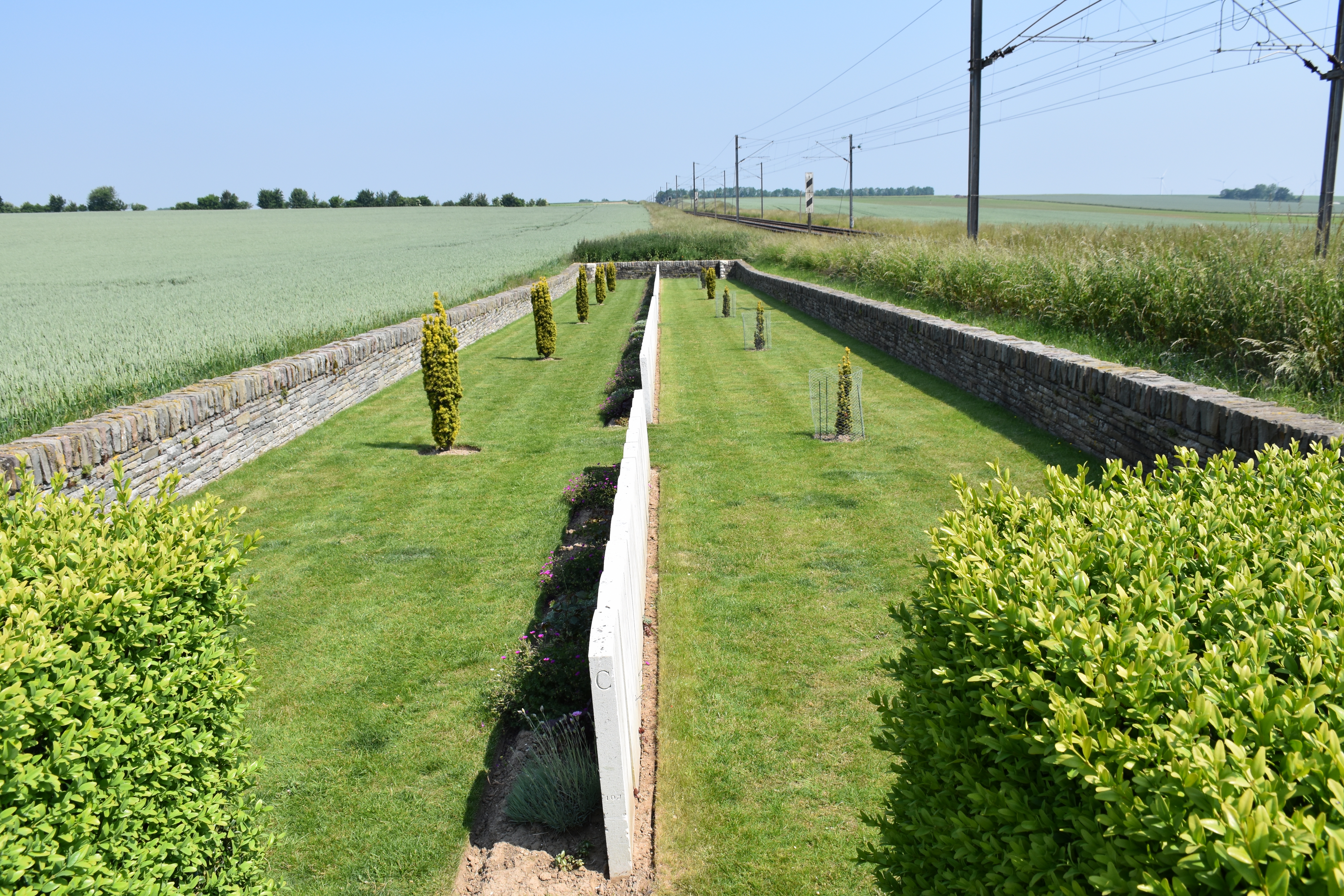
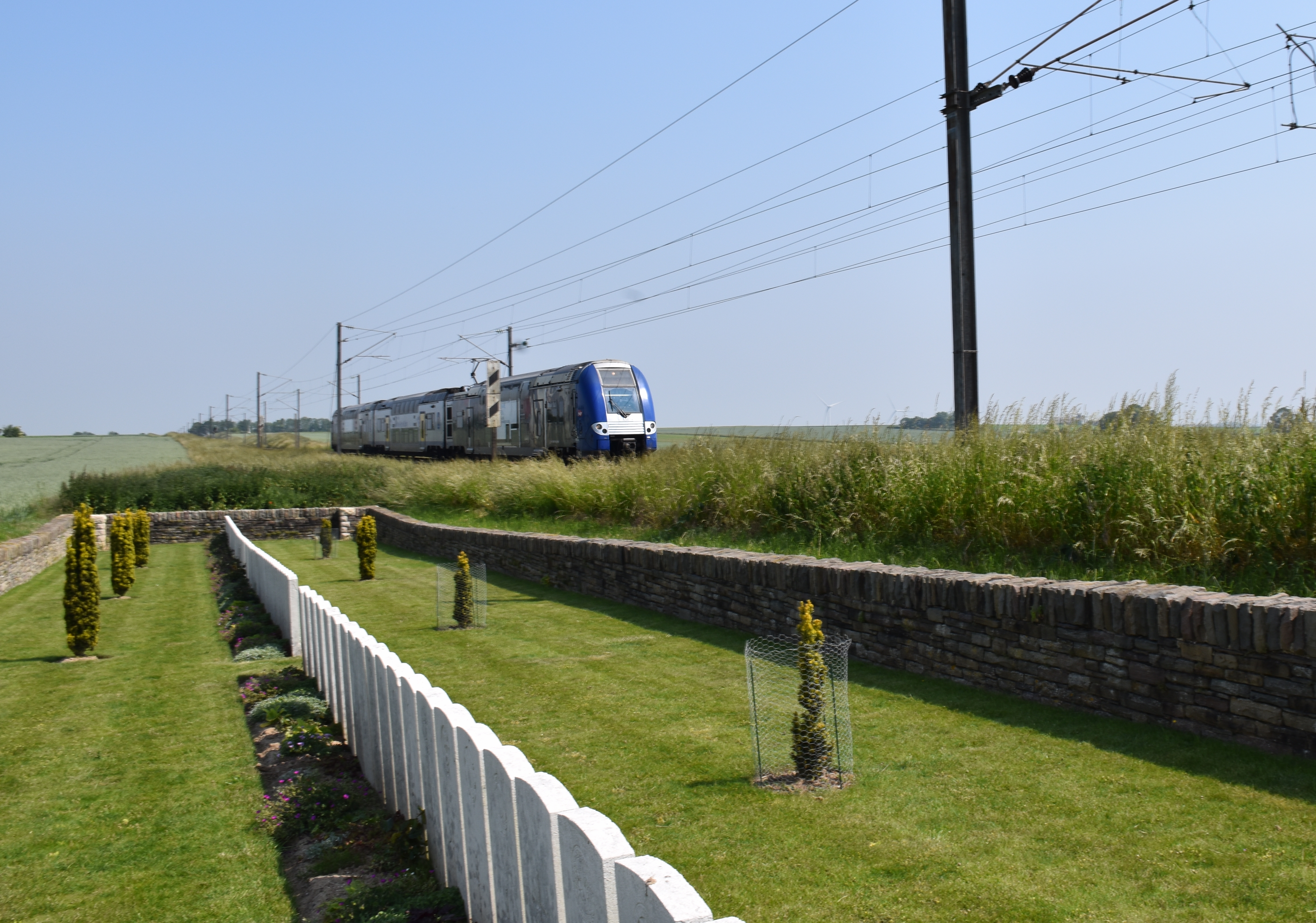
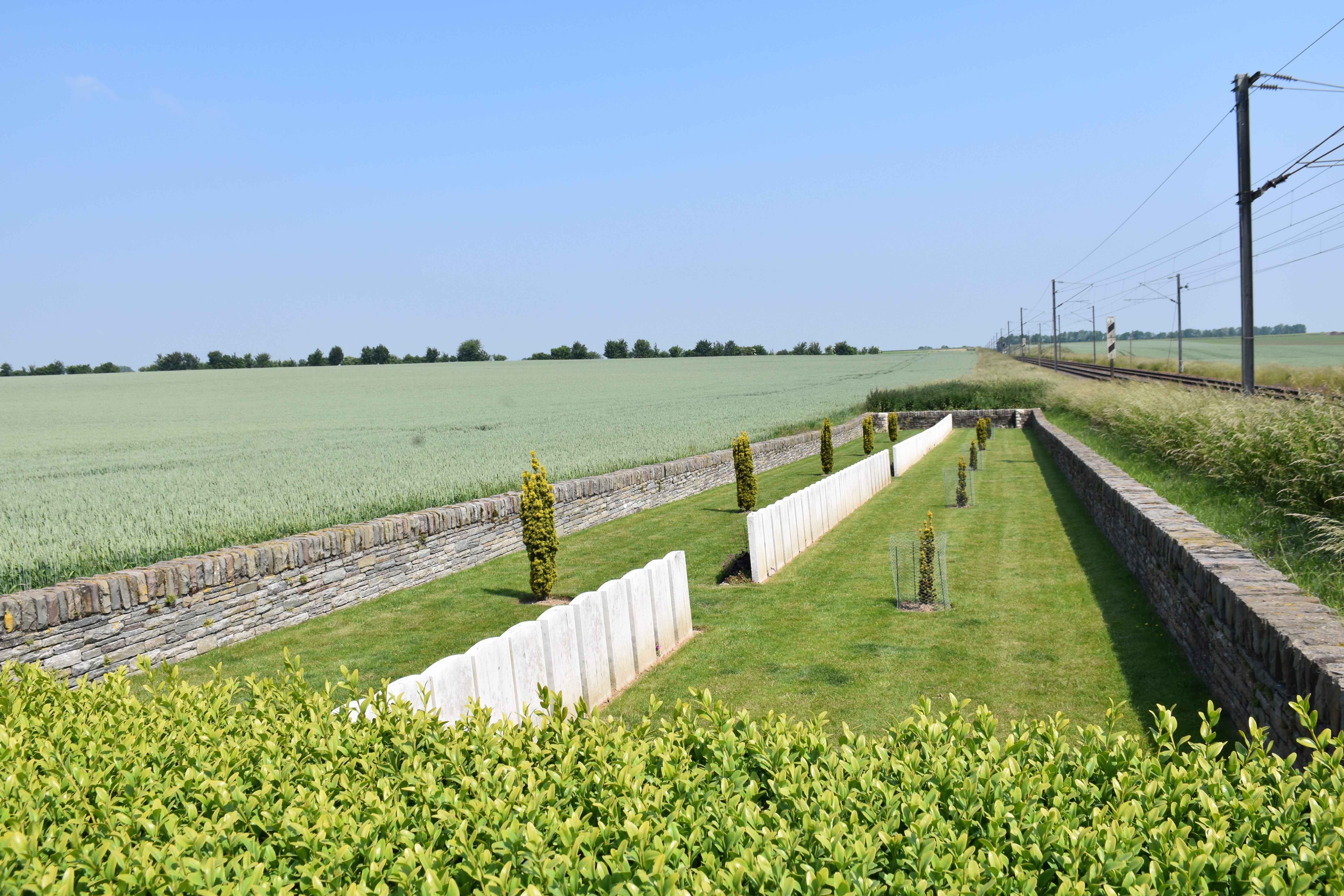
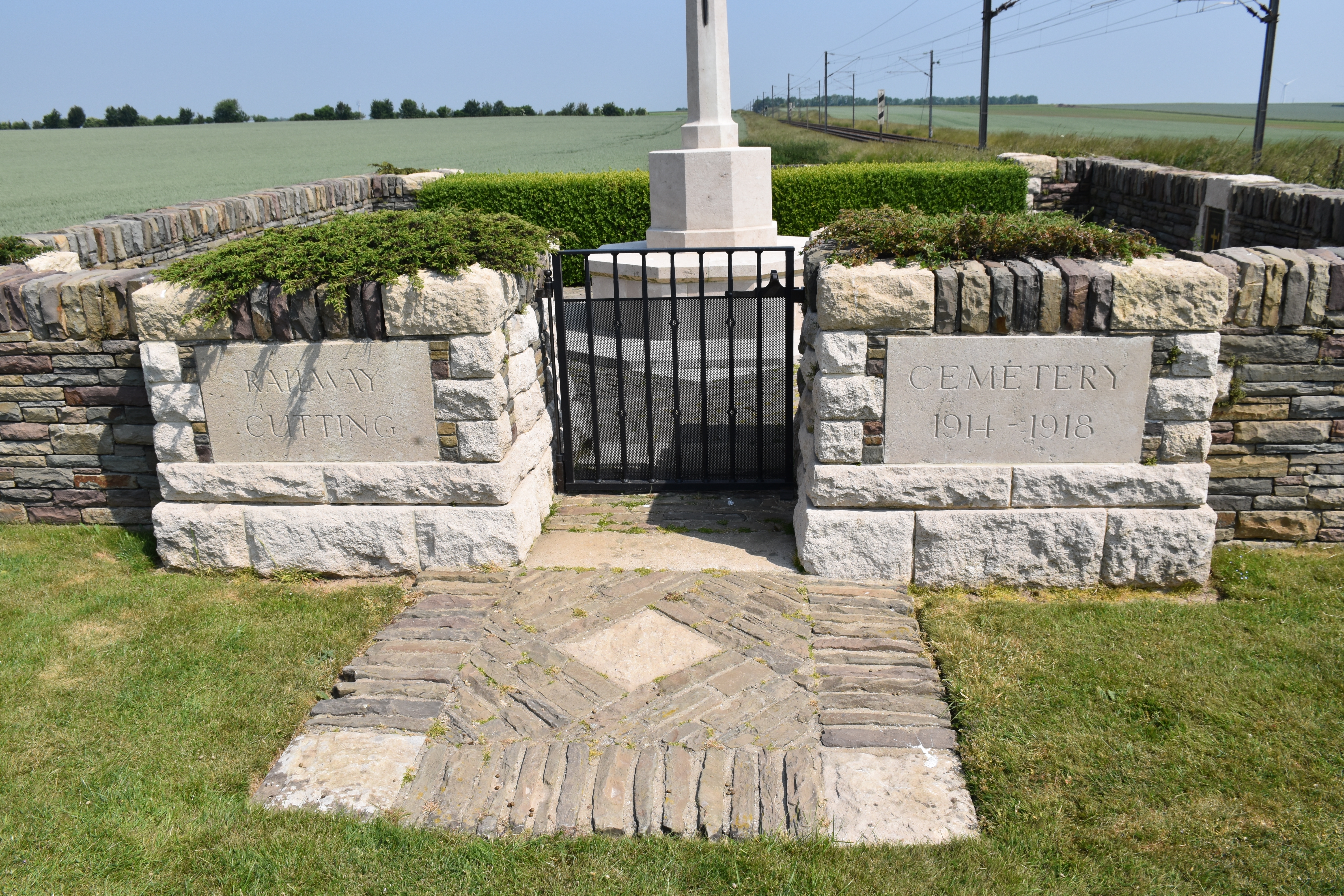
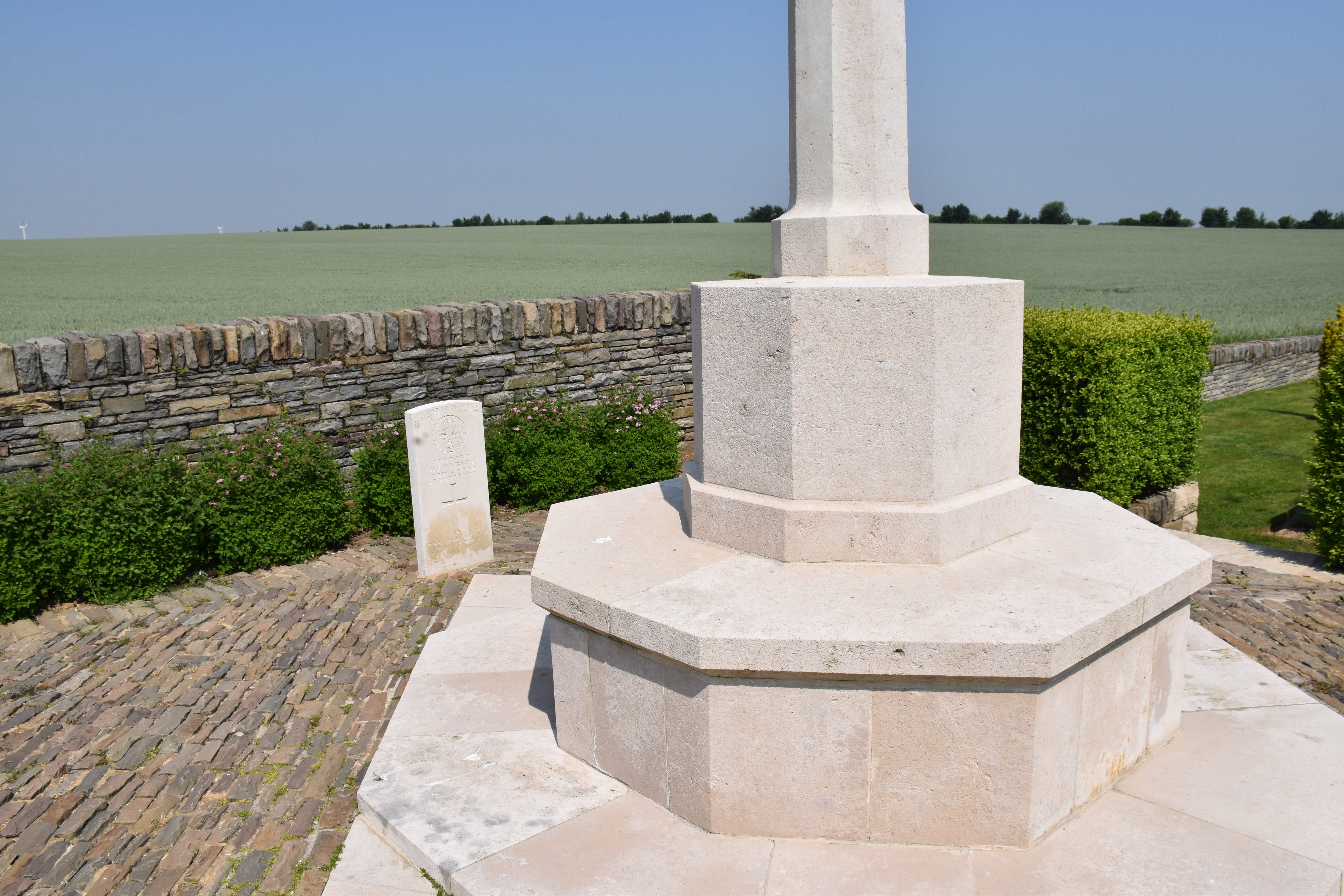
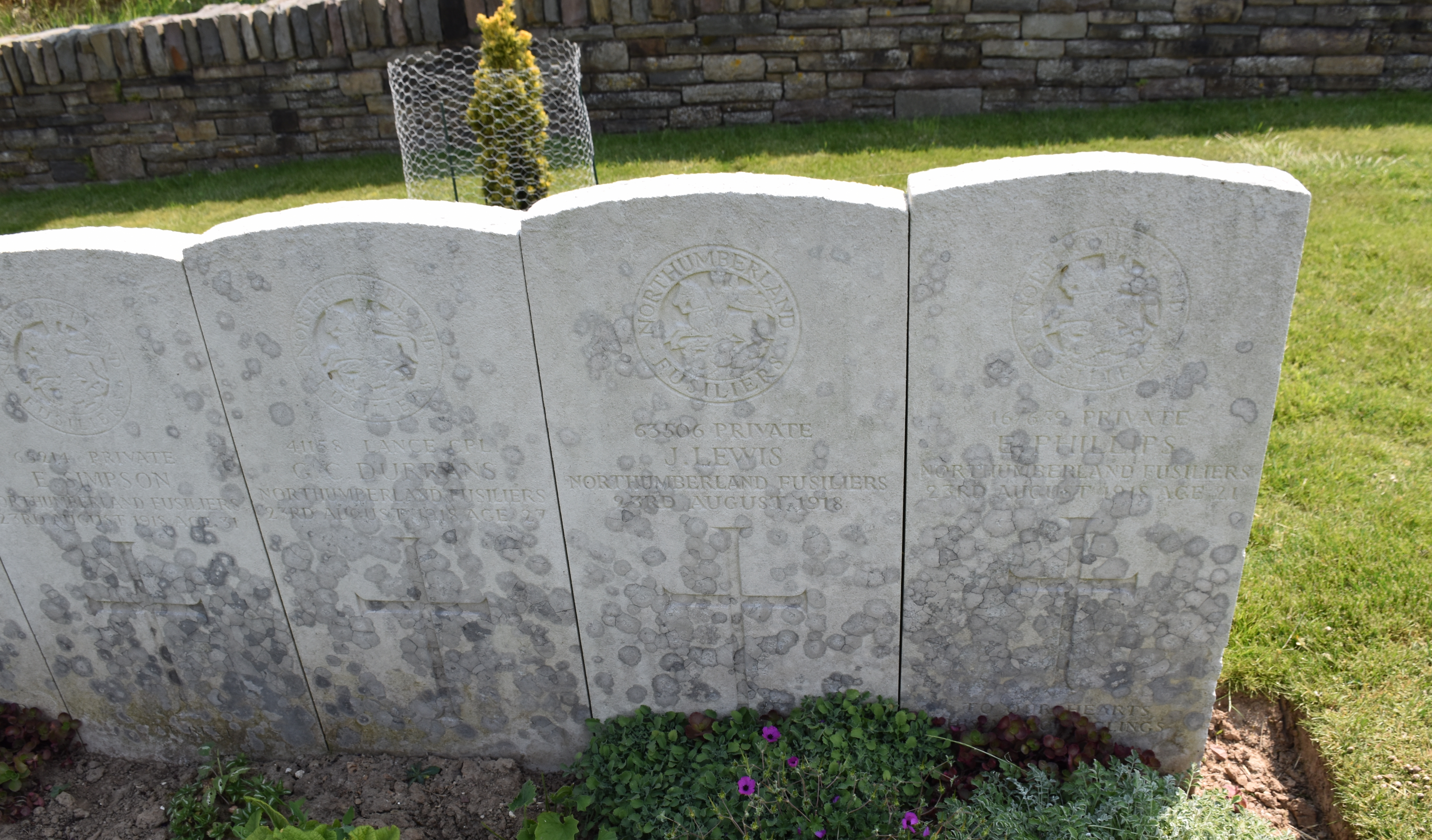
Quatre tombes de soldats du "Northumberland Fusiliers" tombés le 23 août 1918.